# Ескадрені міноносці типу «Розоліно Піло»
Ескадрені міноносці типу «Розоліно Піло» (італ. Classe Rosolino Pilo) — серія ескадрених міноносців ВМС Італії часів Першої світової війни.

## Історія створення
Ескадрені міноносці типу «Розоліно Піло» були розроблені фірмами «Паттісон» та «Одеро» як подальший розвиток есмінців типу «Індоміто».

## Представники
| Корабель                                                                  | Виготовлювач                        | Закладено            | Спущено                | У строю               | Доля |
| ------------------------------------------------------------------------- | ----------------------------------- | -------------------- | ---------------------- | --------------------- | --- |
| «Розоліно Піло» «Rosolino Pilo»                                           | «Cantiere navale di Sestri Ponente» | 19 серпня 1913 року  | 24 березня 1915 року   | 25 травня 1915 року   | Зданий на злам 1 жовтня 1954 року |
| «Джузеппе Чезаре Абба» «Giuseppe Cesare Abba»                             | «Cantiere navale di Sestri Ponente» | 19 серпня 1913 року  | 25 травня 1915 року    | 6 липня 1915 року     | Зданий на злам 1 вересня 1958 року |
| «Піладе Брондзетті» «Pilade Bronzetti» «Джузеппе Децца» «Giuseppe Dezza»  | «Cantiere navale di Sestri Ponente» | 12 вересня 1913 року | 26 жовтня 1913 року    | 1 січня 1916 року     | 16 січня 1921 року перейменований на «Джузеппе Децца» Затоплений 16 вересня 1943 року, потім піднятий німцями та перейменований на «ТА35» Підірвався на міні та затонув 17 серпня 1944 року, але піднятий та включений до складу флоту Затоплений 3 травня 1945 року |
| «Джузеппе Міссорі» «Giuseppe Missori»                                     | «Cantiere navale di Sestri Ponente» | 19 січня 1914 року   | 20 грудня 1915 року    | 7 березня 1916 року   | Захоплений німцями 10 вересня 1943 року, перейменований на «ТА22» Затоплений 3 травня 1945 року |
| «Антоніо Мосто» «Antonio Mosto»                                           | «Cantiere Pattison», Неаполь        | 9 жовтня 1913 року   | 20 травня 1915 року    | 7 липня 1917 року     | Зданий на злам 15 грудня 1958 року |
| «Іпполіто Ньєво» «Ippolito Nievo»                                         | «Cantiere navale di Sestri Ponente» | 19 серпня 1913 року  | 24 липня 1915 року     | 1 жовтня 1915 року    | Зданий на злам 24 квітня 1938 року |
| «Франческо Нулло» «Francesco Nullo» «Фрателлі Кайролі» «Fratelli Cairoli» | «Cantiere Pattison», Неаполь        | 24 вересня 1913 року | 12 листопада 1914 року | 1 травня 1914 року    | 16 січня 1921 року перейменований на «Фрателлі Кайролі» Підірвався на міні та затонув 23 вересня 1940 року |
| «Сімоне Ск'яффіно» «Simone Schiaffino»                                    | «Cantiere navale di Sestri Ponente» | 12 вересня 1913 року | 11 вересня 1915 року   | 7 листопада 1915 року | Підірвався на міні та затонув 24 квітня 1941 року |

## Конструкція
Порівняно з попереднім типом, есмінці типу «Розоліно Піло» мали артилерію єдиного калібру (6 76-мм гармат), збільшену місткість паливних цистерн. До складу енергетичної установки входила турбіна 
крейсерського ходу.
Після закінчення Першої світової війни кораблі були переозброєні п'ятьма 102-мм гарматами «102/35 Mod. 1914» та двома 40-мм гарматами Vickers Mark II.
У 1929 році були перекласифіковані в міноносці.
У 1941-1942 роках на вцілілих кораблях кількість 102-мм гармат була зменшена до двох. Два з чотирьох торпедних апаратів були демонтовані.
Замість 40-мм гармат були встановлені шість 20-мм автоматів Breda 20/65 Mod. 1935.